# Saint-Dolay
Saint-Dolay är en kommun i departementet Morbihan i regionen Bretagne i nordvästra Frankrike. Kommunen ligger i kantonen La Roche-Bernard som tillhör arrondissementet Vannes. År 2022 hade Saint-Dolay 2 636 invånare.

## Befolkningsutveckling
Antalet invånare i kommunen Saint-Dolay
| Referens: INSEE |